# The Philharmonic Orchestra
A Orquestra Filarmônica é uma orquestra amadora em Singapura, iniciada graças a um projeto do maestro Lim Yau em 1998. A orquestra consiste em adultos que tem interesse no ramo musical. Formalmente conhecida como Sociedade Orquestral de Câmara Filarmônica, o grupo tornou-se Orquestra Filarmônica para melhorar as intenções de apresentar-se com obras de câmara e sinfônicas.
A primeira performance da orquestra aconteceu em maio de 1998, executando a obra Fireworks de Handel, Sinfonia Clássica de Prokofiev e Sinfonia Nº41 de Mozart.
A orquestra atuou juntamente com a Ópera Lírica de Singapura uma vez, mas desde então nunca mais apresentaram-se em conjunto, pois a orquestra está focando em seus próprios concertos.

## Concertos
- Haydn's Symphony 'Bear' and 'Hunt' (2009)
- Beethoven's Symphony No. 9 "Choral" (2008)
- Sibelius's Symphonies No. 5, No. 6 & No. 7 (2008)
- Sibelius's Symphonies No. 4 & No. 2 (2008)
- Sibelius's Symphonies No. 3 & No. 1 (2007)
- Stravinsky's Pulcinella Suite (2007)
- Haydn's Farewell Symphony (2007)
- Mozart's Symphony No. 36 "Linz" (2007)
- Shostakovich's Symphony No. 7 "Leningrad" (2006)
- Mozart's Concerto No. 1 for Flute and Orch. (2006)
- Mozart's Concerto for Oboe and Orch. (2006)
- Mozart's Concerto for Clarinet and Orch. (2006)
- Schubert's Symphonies No. 3 and No. 5 (2005)
- Schubert's Symphonies No. 8 "Unfinished" and No. 9 "Great" (2005)
- Schumann's Symphonies No. 3 and No. 4 (2004)
- Schumann's Symphonies No. 1 and No. 2 (2004)
- Beethoven's Symphony No. 9 "Choral" (2003)
- Beethoven's Symphonies No. 2 and No. 7 (2003)
- Beethoven's Symphonies No. 4 and No. 8 (2003)
- Beethoven's Symphonies No. 1 and No. 6 "Pastoral" (2003)
- Beethoven's Symphonies No. 3 "Eroica" and No. 5 (2003)
- Vivaldi's Four Seasons (2002)
- Piazzolla's Four Seasons of Buenos Aires (2002)
- Brahms's Symphony No. 1 (2002)
- Mozart's Overture from Così fan tutte (2002)